# Limits of Work
Pour plus de détails, voir Fiche technique et Distribution.
Limits of Work (Hranice práce) est un documentaire tchèque sorti en 2017, réalisé par Apolena Rychlíková et dont la protagoniste principale est la journaliste Saša Uhlová. Elles ont écrit le scénario ensemble.

## Présentation
La journaliste Saša Uhlová a passé six mois à explorer les conditions de travail des métiers les moins bien payés de République tchèque. Elle a travaillé plusieurs semaines dans la laverie d'un hôpital, dans une usine de conditionnement de volaille, derrière une caisse de supermarché, dans une centrale de tri de déchets. Son expérience forme la base d'une série d'articles très personnels sur les personnes qui réalisent ces travaux invisibles dans des conditions choquantes. Initialement publié sur le site A2larm.cz, Apolena Rychlíková a transformé ces articles en un documentaire issu de scènes filmées chez Uhlová et de vidéos prise sur ses lieux de travail, accompagnées de commentaires sur ces lieux divers, lus par Uhlová.
Le but des auteurs était de souligner les très mauvaises conditions de vie de certains employés tchèques, selon Uhlová le code du travail était souvent violé dans les entreprises où elle travaillait.
Le film a généré un certain nombre de réponses, qu’il s’agisse d’interviews avec l'actrice principale ou la réalisatrice, et les commentaires des médias. Beaucoup étaient positifs. La première a eu lieu le 26 octobre 2017 au Festival international du film documentaire de Jihlava où il a reçu le prix du meilleur documentaire tchèque. Lors des Czech Film Critics Awards, le film a été primé dans la catégorie « Hors du cinéma » et a également été nommé pour le Lion tchèque dans la catégorie des films documentaires.